# Carlo Emanuele Vizzani
Carlo Emanuele Vizzani (Bologna, 1617 – Roma, 29 ottobre 1661) è stato un giurista, filosofo ed erudito italiano.

## Biografia
Addottoratosi in filosofia presso l'Università di Bologna, fu professore di logica presso l'Università di Padova tra 1638 e 1644. Costretto ad attendere ad una lite il cui esito era molto rilevante per la sua famiglia, si dimise dalla cattedra nel 1644 e si recò a Roma, dove nel 1649 si addottorò in utroque iure presso la Sapienza. Nel 1651 fu nominato consultore della Congregazione dell'Indice. Nel 1652 fu nominato avvocato concistoriale, nonché rettore della Sapienza di Roma. Il 25 ottobre 1656 giurò come assessore del Sant'Uffizio, incarico che mantenne fino alla morte, avvenuta il 29 ottobre 1661. È sepolto in Santa Maria Sopra Minerva; il suo monumento funebre è opera di Domenico Guidi. Vizzani era membro dell’Accademia degli Incogniti di Venezia e dei Gelati Bologna.

## Opere
- Epistola græco-latina super raptum Helenæ a Guidone Rheno depictum. Bononiae, typ. Ferronii, 1633. Descrizione del Rapimento di Elena di Guido Reni.
- De Universi Natura. Textum e Græco in Latinum transtulit, collatisque multis exemplaribus etiam M. SS. emendavit, Paraphrasi, & Commentario illustravit Carolus Emmanuel Vizzanius, Amsterdam, Joan Blaeu, 1661. Edizione critica commentata del trattato Sulla Natura dell'Universo di Ocello Lucano, corredata di un dotto comento.[2]
- De mandatis principum, seu de officio eorum, qui in provincias cum imperio mittuntur, Amsterdam, Joan Blaeu, 1656.